# Termoablazione
La termoablazione è la necrosi indotta nei tessuti umani da un aumento della temperatura, per mezzo della trasmissione di energia che viene convertita in calore.

## Storia
Sin dall'antichità si riscontra che il calore è stato utilizzato come strumento terapeutico. In un rotolo di papiro egizio, datato intorno al 3000 a.C., viene descritto il trattamento dei tumori al seno attraverso la cauterizzazione con ferri ardenti. Nel 1898, il trattamento locale per mezzo di acqua calda si è rivelato avere un buon effetto palliativo nei casi avanzati di cancro cervicale. Dall'inizio del ventesimo secolo si assiste alla produzione di un gran numero di ricerche volte a verificare l'effetto dell'uso del calore per la terapia dei tumori. Il trattamento termico è stato impiegato anche per incrementare l'efficacia di altre terapie oncologiche, ad esempio come coadiuvante della radioterapia, fin dal primo Novecento. Il trattamento termico locale, combinato con la radioterapia, è stato successivamente applicato anche al cancro della mammella, alle metastasi cervicali provenienti da cancro alla testa e al collo, e ai melanomi maligni ereditari o metastatici. Questi studi hanno mostrato un vantaggio della terapia combinata rispetto alla sola radioterapia. Nel 1969, si è verificato un aumento nella percentuale di sopravvivenza del melanoma agli arti, trattato tramite perfusione dell'area con sangue riscaldato ed un agente citostatico. Questa tecnica è utilizzata tuttora per trattare melanomi inoperabili.

## Tecniche
Le metodiche di termoablazione si caratterizzano in base alla sorgente emittente e ad oggi si distinguono in:
- onde elettromagnetiche, solitamente di circa 480 kHz di frequenza e con una lunghezza d'onda circa 800 metri.
- laser alla lunghezza d'onda di 1064 nm: ablazione laser che utilizza aghi molto sottili il cui diametro è inferiore ad 1 mm, inseriti per via percutanea, e produce volumi di coagulazione altamente predicibili e ripetibili;
- ultrasuoni ad alta intensità: HIFU
- radiofrequenze generalmente nel campo delle microonde: termoablazione tramite radiofrequenze (TARF), consiste nel posizionare all'interno della lesione da trattare, che sia un organo o sull'osso (per quest'ultimo tramite una cannula introduttrice), collegato ad un apparecchio generatore di corrente e a una pompa che servirà per il raffreddamento dell'ago stesso. Le onde elettromagnetiche generate producono l'eccitazione molecole stesse, facendo quindi evaporare i liquidi contenuti all'interno dei tessuti (a seconda della frequenza utilizzata), creando la necrotizzazione della lesione senza il passaggio di corrente attraverso il paziente.[2]

## Impiego
La procedura trova largo impiego in oncologia: è utilizzata per la necrosi di lesioni primarie e secondarie del fegato, polmone, osso, rene, prostata, tiroide, mammella e, benché in pochissimi casi, sul pancreas. 
Questa sfrutta l'effetto necrotizzante esercitato dal calore sui tessuti biologici causando, a temperature superiori ai 60 °C, in pochi minuti una necrosi coagulativa degli stessi.